# Alberto Ongay
Alberto Ongay Tere, llamado Ongay, nacido en Satrústegui, Araquil (Navarra) el 31 de diciembre de 1985, es un pelotari español de pelota vasca en la modalidad de mano.
Como aficionado destacan sus victorias en el 2007, en el Campeonato GRAVN, en la Copa del Rey, en la Copa del Mundo y en el manomanista navarro 2007-08, gracias a las cuales consiguió pasar a profesionales.
Como profesional hizo su debut en primera categoría, en el Campeonato de Euskadi del Cuatro y Medio 2009.
Como profesional no logró grandes resultados y cinco años después de su debut, en febrero de 2013, la empresa decidió no renovarleel contrato como pelotari profesional al no haber cumplido las expectativas marcadas.
Desde entonces Ongay vuelve a competir en categoría amateur. En aficionados ha logrado buenos resultados en torneos manomanistas desde entonces como su victoria en el Open de Navarra, donde se impuso a José Luis Tabar por 22-12. Su mayor éxito hasta la fecha se produjo en 2014 cuando tomó parte en el Campeonato del Mundo de Pelota Vasca como parte de la selección española y se proclamó campeón del mundo de mano individual en frontón de 36 metros, venciendo en la final al mexicano Fernando "Momo" Medina.